# Герб Бишева (Фастівський район)
Герб Бишева — офіційний символ-герб села Бишева (Фастівського району Київської області), затверджений рішенням Бишівської сільської ради № 146-16-У від 4 липня 2008 року.

## Опис
Щит розтятий, на правому лазуровому полі золотий лук з накладеною на нього стрілою, на лівому зеленому золотий колосок над вигнутою золотою нитяною балкою, на відділеній хвилясто срібній базі лазурова хвиляста нитяна балка. Щит обрамований декоративним картушем i увінчанийз срібною міською короною.
Зображення лука — данина пам'яті його героїчного минулого. Стиглий пшеничний колосок — свідчення прадавнього заняття жителів землеробством. Вигнута лінія золотого кольору вказує на проходження повз село оборонних Змієвих валів періоду Київської Русі. Срібна хвиляста смуга внизу герба означає річку Лупу серед чотирьох ставків.
Автор — В. В. Обухівський.

## Символіка
Виникнення поселення на місці сучасного Бишева припадає на час спорудження Ірпінсько-Здвижівської оборонної системи Київської Русі. До цього часу відноситься і поява давньоруського городища Х ст. Воно мало укріплену фортецю з валом і ровом. За «Реєстром Війська Запорозького 1649 року» Бишів значиться як сотенне містечко Білоцерківського полку. У 1775 р. король Станіслав Август Понятовський підтвердив Бишеву статус містечка.

## З історії герба Бишева
На документах першої половини ХІХ ст. подекуди фігурує печатка містечка (імовірно, давніша) з зображенням родового герба тогочасних власників Бишева — Харленських (герб «Боньча» — срібний єдинорог на блакитному тлі) і написом польською мовою «MIASTO BYSZOW». Пізніше, у другій половині ХІХ ст., на печатці Бишівської міщанської управи виступав герб Київської губернії.
У 2008 році, з нагоди 85-річчя Макарівського району був оголошений конкурс на найкращий проект символіки Бишева. До розгляду було представлено два проекти — історика-краєзнавця Валерія Обухівського і художника Анатолія Марчука.
4 липня 2008 року Бишівська сільська рада рішенням № 146-16-У затвердила затвердила герб і прапор села. У їх основу ліг проект В. Обухівського. Проект А. Марчука у серпні того ж року був помилково опублікований у виданні «Символіка Макарівщини» і презентаційному альбомі «Макарівський район: 85 років».

## Галерея

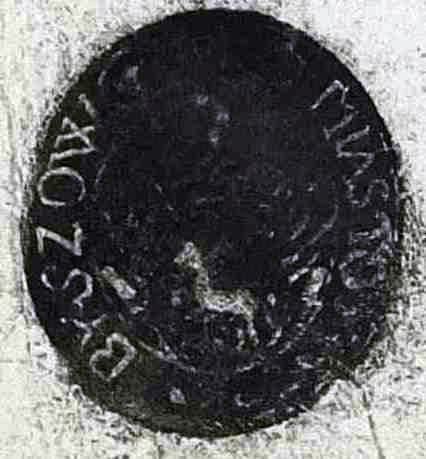
Печатка грунтова міста Бишева, XVIII століття
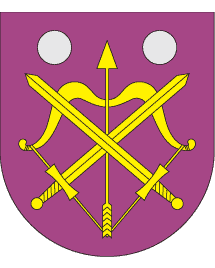
Проект герба Бишева 2008 року, опублікований у виданні «Символіка Макарівщини»